# Miguel Lora
Miguel Lora est un boxeur colombien né le 12 avril 1961 à Monteria.

## Carrière
Champion de Colombie des poids super-mouches en 1982, il devient champion du monde des poids coqs WBC le 9 août 1985 en battant aux points Daniel Zaragoza. Lora conserve sa ceinture contre Wilfredo Vazquez, Enrique Sanchez, Alberto Davila à deux reprises, Antonio Avelar, Ray Minus et Lucio Omar Lopez puis perd aux points contre Raúl Pérez le 29 octobre 1988. Battu également par Gaby Canizales pour le gain du titre vacant WBO en 1991 puis par Rafael Del Valle en 1993, il met un terme à sa carrière après ce combat sur un bilan de 37 victoires et 3 défaites.